# 山本敬三
山本 敬三（やまもと けいぞう、1960年5月17日 - ）は、日本の法学者。専門は民法。京都大学教授。学位は、博士（法学）（京都大学・論文博士・2001年）。法制審議会民法（債権関係）部会幹事を歴任。大阪府出身。北川善太郎門下。

## 略歴
- 1979年 大阪教育大学附属高等学校天王寺校舎卒業
- 1983年 京都大学法学部卒業
- 1983年 京都大学法学部助手（学士助手）（民事法講座）、北川善太郎に師事
- 1986年 京都大学法学部助教授（民事法講座）
- 1990年 フンボルト奨学生（ミュンヘン大学にて在外研究 1992年まで）
- 1997年 京都大学大学院法学研究科教授
- 2001年 文部省在外研究員（ミュンヘン大学にて在外研究 2002年まで）
- 2019年 京都大学法学部学部長

## 著作
- 『公序良俗論の再構成』（有斐閣、2000）
- 『民法講義IV-1 契約』（有斐閣、2005）
- 新井誠と共編『ドイツ法の継受と現代日本法』（日本評論社、2009）
- 『民法講義I 総則』（有斐閣、第3版、2011）